# Climacteris
Climacteris és un gènere d'ocells de la família dels climactèrids (Climacteridae). Aquests ocells i els altres membres de la família, el gènere Cormobates, són semblants als pela-soques de l'hemisferi nord, Certhiidae, a l'hora d'enfilar-se de forma helicoïdal als troncs dels arbres a la recerca d'aliments, principalment insectes. Les diferències amb els Cormobates són:
- Les espècies de Climacteris tenen el bec negre i lleugerament corbat cap avall.
- La femella té una franja rogenca al pit. (A Cormobates la femella té una marca a la cara.)
- Tenen repertoris vocals senzills que són iguals per als dos sexes.
- Ponen ous de color rosat molt marcats (Simpson i Day, 1999).[1]
- Són criadors cooperatius; la descendència masculina de postes anteriors, i de vegades altres individus, ajuden a altres parelles en la criança dels pollets (Doerr, 2003).[2]

## Taxonomia
Segons la Classificació del Congrés Ornitològic Internacional (versió 2.5, 2010) aquest gènere està format per cinc espècies:
- Climacteris erythrops - pela-soques cara-roig.
- Climacteris affinis - pela-soques cellablanc.
- Climacteris rufus - pela-soques rogenc.
- Climacteris picumnus - pela-soques bru.
- Climacteris melanurus - pela-soques fosc.